# 卡拉阿尔恰 (玛纳斯区)
卡拉阿尔恰是吉尔吉斯斯坦塔拉斯州玛纳斯区下辖的一个村。根据2009年吉尔吉斯共和国人口普查，全村人口为711人。